# محمد سعیدی مهر
محمد سعیدی مهر (متولد ۱۳۴۲) پژوهشگر ایرانی حوزه منطق، فلسفه و کلام و استاد گروه فلسفه دانشگاه تربیت مدرس است. او چند دوره داور جایزه کتاب سال و فصل بوده‌است.
سعیدی مهر برای نگارش کتاب ضرورت، دلالت و جهان‌های ممکن، برگزیدهٔ جشنوارهٔ فارابی و نامزد نهایی جایزهٔ کتاب سال شد.